# Ana Carolina Reston
Ana Carolina Reston Macan (ur. 4 czerwca 1985, zm. 15 listopada 2006) była brazylijską modelką.
Urodziła się w Jundiaí, na peryferiach São Paulo. Karierę modelki rozpoczęła w wieku 13 lat po zwycięstwie w konkursie piękności w rodzinnym mieście. Reprezentowała takie agencje modelek jak Ford, Elite oraz L’Équipe w krajach takich jak Chiny, Turcja, Meksyk i Japonia. Brała udział w prestiżowej kampanii reklamowej Giorgio Armaniego.
Ważyła 40 kg przy wzroście 1,72 m. Była hospitalizowana od 25 października w związku z nieprawidłową pracą nerek spowodowaną przez anoreksję oraz bulimię (jej dieta składała się wyłącznie z jabłek i pomidorów). Stan zdrowia Any pogarszał się, rozwinęło się zakażenie, które doprowadziło do śmierci w wieku 21 lat.
To druga chorująca na anoreksję modelka, która zmarła w 2006 roku. Luisel Ramos miała atak serca w sierpniu, po trzymiesięcznym żywieniu się liśćmi sałaty i dietetyczną colą.